# Banco de dados taxonômicos
Um Banco de Dados Taxonômicos (abreviado como BDT) é um banco de dados criado para conter informações pertinentes aos táxons biológicos, para uma gestão de dados eficiente e recuperação de informação conforme necessário. Atualmente, esses bancos de dados são rotineiramente usados para a construção automatizada de listas de verificação biológicas sobre a flora, fauna e funga, tanto para a publicação impressa quanto on-line; sustentar o funcionamento de sistemas de informação de espécies baseadas na web; como parte da gestão de coleções biológicas (por exemplo, em museus e herbários); além de fornecer, em alguns casos, o componente de gerenciamento de táxons de sistemas de informação de ciência ou biologia mais amplos. Eles também são uma contribuição fundamental para a disciplina de informática da biodiversidade.

## Objetivo
O objetivo de um banco de dados taxonômico é (ou deveria ser) modelar com precisão as características de interesse que são relevantes para os organismos que estão no escopo da cobertura pretendida e do uso do sistema. Por exemplo, os bancos de dados sobre as plantas precisam codificar convenções do Código Internacional de Nomenclatura Botânica, enquanto que para os animais codificariam regras equivalentes do Código Internacional de Nomenclatura Zoológica. Em ambos os casos, modelar a hierarquia taxonômica relevante para qualquer táxon é uma adequação natural ao modelo relacional empregado em quase todos os sistemas de bancos de dados.
Além de codificar identificadores de organismo (normalmente o nome científico, autor e ano de publicação original), um banco de dados taxonômicos poderá incorporar informações adicionais tais como sinonímia e opiniões taxonômicas, fontes bibliográficas ou citações, além de uma gama de atributos biológicos conforme desejado para cada táxon, como distribuição geográfica, ecologia, informação descritiva, estado de conservação entre outros.

## História
Provavelmente, o mais antigo gerenciamento documentado de informações taxonômicas em forma computadorizada compreendeu o sistema de codificação taxonômica desenvolvido por Richard Swartz et al. para a Biota da Baía de Chesapeake e descrito em um relatório publicado em 1972. Este trabalho levou direta ou indiretamente a outros projetos com maior perfil, incluindo o sistema de código taxonômico NODC que passou por oito versões até ser descontinuado em 1996, para serem incluídos e transformados no Sistema Integrado de Informação Taxonômica (ITIS).
Diversos outros bancos de dados taxonômicos especializados em grupos específicos de organismos que apareceram nos anos 70 até o presente contribuem em conjunto para o projeto Species 2000, que desde 2001 tem estado em parceria com o ITIS para produzir um produto combinado, o Catalogue of Life. Embora o Catálogo da Vida se concentre atualmente na coleta de informações básicas de nomes como uma lista de verificação global de espécies, vários outros projetos de banco de dados taxonômicos como Fauna Europaea, Australian Faunal Directory e mais fornecem informações auxiliares, incluindo descrições, ilustrações, mapas etc.